# Oci ciornie
Oci ciornie is een Italiaans-Russische film van Nikita Michalkov die werd uitgebracht in 1987. 
Het scenario is gebaseerd op meerdere kortverhalen (onder meer De dame met het hondje uit 1899) van Anton Tsjechov.

## Verhaal
Romano Patroni is een Italiaanse heer van middelbare leeftijd van bescheiden afkomst. Hij zit, aan boord van een pakketboot, aan een tafel van een leeg restaurant te drinken. Wanneer de Rus Pavel binnenkomt zegt Romano hem dat hij ooit nog naar Rusland is gegaan omwille van een vrouw. Waarop Romano, op vraag van Pavel, zijn levensverhaal vertelt. 
Eerst spreekt hij over zijn ongelukkig huwelijk met Elisa, een rijke bankiersdochter. Samen hebben ze een dochter, Claudia. Naar aanleiding van het nakende bankroet en van hun zoveelste ruzie verlaat Romano de echtelijke woning. Hij beweert dat hij zich ziek voelt en naar een kuuroord gaat. Daar ontmoet hij Anna, een jonge verlegen Russische die hij algauw het hof maakt. Zij brengen een passievolle nacht door. 's Morgens is Anna plotseling verdwenen, verteerd door schuldgevoel. Romano treft alleen een in het Russisch geschreven brief aan. 
Hij is zo onder de indruk van haar persoonlijkheid en zo gekweld door haar afwezigheid dat hij haar achterna reist naar Rusland. Anna woont in de buurt van Sint-Petersburg. Hij verneemt daar dat zij getrouwd is, met een egocentrische hoge ambtenaar.  

## Rolverdeling
| Acteur                               | Personage                                   |
| ------------------------------------ | ------------------------------------------- |
| Marcello Mastroianni                 | Romano Patroni                              |
| Silvana Mangano                      | Elisa                                       |
| Elena Safonova                       | Anna Sergeyevna, de vrouw van de gouverneur |
| Marthe Keller                        | Tina                                        |
| Isabella Rossellini                  | Claudia, de dochter van Romano              |
| Innokentij Michajlovič Smoktunovskij | de gouverneur van Sysoev                    |
| Pina Cei                             | de moeder van Romano                        |
| Vsevolod Dmitrievič Larionov         | Pavel                                       |
| Roberto Herlitzka                    | de advocaat                                 |
| Paolo Baroni                         | Manlio                                      |
| Oleg Pavlovič Tabakov                | Zijne Excellentie                           |
| Chiara Mastroianni                   | het meisje dat een gedicht voordraagt       |